# Persone di nome Leslie
| Questa pagina contiene informazioni ricavate automaticamente dalle voci biografiche con l'ausilio del template Bio e di un bot. L'aggiornamento è periodico e automatico e ricostruisce completamente la pagina. Se manca una persona in questa lista, sei pregato di non aggiungerla, ma accertati piuttosto che la sua voce biografica contenga il template Bio e che i dati anagrafici siano correttamente compilati. Se il template Bio manca, inseriscilo tu stesso o, in alternativa, metti l'avviso {{tmp\|Bio}} che ne segnala la mancanza. Se i dati riportati sono sbagliati, correggi direttamente la voce biografica; le modifiche saranno visibili in questa lista entro pochi giorni. Per chiarimenti vedi il progetto antroponimi. La lista contiene solo le 169 persone che sono citate nell'enciclopedia e per le quali è stato implementato correttamente il template Bio. Pagina aggiornata al 16 ott 2024. |

Questa è una lista di persone presenti nell'enciclopedia che hanno il prenome Leslie, suddivise per attività principale.

## Allenatori di calcio(4)
- Les Allen, allenatore di calcio e ex calciatore inglese (Dagenham, n. 1937)
- Leslie Fitzpatrick, allenatore di calcio e ex calciatore trinidadiano (Port of Spain, n. 1978)
- Mark Hughes, allenatore di calcio e ex calciatore gallese (Wrexham, n. 1963)
- Les Shannon, allenatore di calcio e calciatore inglese (Liverpool, n. 1926 - Leighton Buzzard, † 2007)

## Ammiragli(1)
- Leslie Townsend, ammiraglio britannico (n. 1924 - † 1999)

## Animatori(1)
- Les Clark, animatore e regista statunitense (Ogden, n. 1907 - Santa Barbara, † 1979)

## Antropologi(1)
- Leslie White, antropologo statunitense (Salida, n. 1900 - Lone Pine, † 1975)

## Arbitri di calcio(1)
- Leslie Mottram, arbitro di calcio scozzese (n. 1951)

## Archeologi(1)
- Leslie Alcock, archeologo britannico (Manchester, n. 1925 - Stevenage, † 2006)

## Architetti(1)
- Leslie Green, architetto inglese (Londra, n. 1875 - Mundesley, † 1908)

## Archivisti(1)
- Leslie Shepard, archivista, produttore cinematografico e parapsicologo britannico (Regno Unito, n. 1917 - Blackrock, † 2004)

## Astronomi(2)
- Leslie John Comrie, astronomo neozelandese (Pukekohe, n. 1893 - Londra, † 1950)
- Leslie Copus Peltier, astronomo statunitense (Delphos, n. 1900 - Delphos, † 1980)

## Attori(12)
- Leslie David Baker, attore statunitense (Chicago, n. 1958)
- Leslie Banks, attore e regista teatrale britannico (West Derby, n. 1890 - Londra, † 1952)
- Steven Berkoff, attore, regista e commediografo britannico (Londra, n. 1937)
- Leslie Cheung, attore e musicista hongkonghese (Hong Kong, n. 1956 - Hong Kong, † 2003)
- Leslie Fenton, attore e regista statunitense (Liverpool, n. 1902 - Montecito, † 1978)
- Leslie French, attore britannico (Bromley, n. 1904 - Ewell, † 1999)
- Leslie Howard, attore, regista e produttore cinematografico britannico (Londra, n. 1893 - Golfo di Biscaglia, † 1943)
- Leslie Jordan, attore, drammaturgo e cantante statunitense (Chattanooga, n. 1955 - Los Angeles, † 2022)
- Leslie Nielsen, attore e comico canadese (Regina, n. 1926 - Fort Lauderdale, † 2010)
- Leslie Odom Jr., attore, cantante e ballerino statunitense (New York, n. 1981)
- Leslie Perrins, attore inglese (Moseley, n. 1901 - Esher, † 1962)
- Leslie Phillips, attore britannico (Tottenham, n. 1924 - Londra, † 2022)

## Attori teatrali(1)
- Leslie Henson, attore teatrale, produttore teatrale e regista britannico (Notting Hill, n. 1891 - Harrow Weald, † 1957)

## Attrici(21)
- Leslie Bega, attrice statunitense (Los Angeles, n. 1967)
- Leslie Bibb, attrice e modella statunitense (Bismarck, n. 1974)
- Leslie Brooks, attrice statunitense (Lincoln, n. 1922 - Sherman Oaks, † 2011)
- Leslie Charleson, attrice statunitense (Kansas City, n. 1945)
- Leslie Coutterand, attrice francese (n. 1984)
- Leslie Denniston, attrice e cantante statunitense (San Francisco, n. 1950)
- Leslie Easterbrook, attrice statunitense (Los Angeles, n. 1949)
- Leslie Graves, attrice statunitense (Silver City, n. 1959 - Los Angeles, † 1995)
- Leslie Grossman, attrice statunitense (Los Angeles, n. 1971)
- Leslie Hayman, attrice statunitense (Angwin, n. 1978)
- Leslie Hendrix, attrice statunitense (San Francisco, n. 1960)
- Leslie Hope, attrice canadese (Halifax, n. 1965)
- Leslie Kritzer, attrice e cantante statunitense (New York, n. 1977)
- Leslie Landon, attrice e psicologa statunitense (Los Angeles, n. 1962)
- Leslie Malton, attrice statunitense (Washington, n. 1958)
- Leslie Mann, attrice statunitense (San Francisco, n. 1972)
- Leslie Parrish, attrice e ex modella statunitense (Melrose, n. 1935)
- Leslie Wing Pomeroy, attrice statunitense
- Leslie Silva, attrice statunitense (Schenectady, n. 1968)
- Leslie Stefanson, attrice, scultrice e ex modella statunitense (Fargo, n. 1971)
- Leslie Uggams, attrice e cantante statunitense (New York, n. 1943)

## Attrici pornografiche(1)
- Leslie Bovee, ex attrice pornografica statunitense (n. 1949)

## Autori di videogiochi(1)
- Leslie Benzies, autore di videogiochi britannico (Aberdeen, n. 1971)

## Autrici di giochi(1)
- Leslie Scott, autrice di giochi britannica (Dar es Salaam, n. 1955)

## Bassisti(1)
- Les Claypool, bassista, cantante e compositore statunitense (Richmond, n. 1963)

## Biologi(1)
- Leslie Holdridge, biologo e climatologo statunitense (Ledyard, n. 1907 - Easton, † 1999)

## Canottieri(3)
- Les O'Connell, ex canottiere neozelandese (Timaru, n. 1958)
- Dick Southwood, canottiere britannico (Fulham, n. 1906 - Long Wittenham, † 1986)
- Leslie Wormald, canottiere britannico (Maidenhead, n. 1890 - Londra, † 1965)

## Cantanti(6)
- Leslie Carter, cantante statunitense (Tampa, n. 1986 - Westfield, † 2012)
- Taylor Dayne, cantante e attrice statunitense (Baldwin, n. 1962)
- Leslie Grace, cantante e attrice statunitense (New York, n. 1995)
- Leslie Mandoki, cantante e batterista ungherese (Budapest, n. 1953)
- Billy Ocean, cantante trinidadiano (Fyzabad, n. 1950)
- Leslie West, cantante e chitarrista statunitense (New York, n. 1945 - Palm Coast, † 2020)

## Cantautrici(3)
- Leslie Clio, cantautrice e produttrice discografica tedesca (Amburgo, n. 1986)
- Feist, cantautrice canadese (Amherst, n. 1976)
- Sam Phillips, cantautrice, compositrice e attrice statunitense (Glendale, n. 1962)

## Cavalieri(1)
- Leslie Law, cavaliere britannico (Hereford, n. 1965)

## Cestiste(1)
- Leslie Johnson, ex cestista statunitense (Fort Wayne, n. 1975)

## Cestisti(7)
- Les Craft, ex cestista statunitense (Bozeman, n. 1960)
- Les Deaton, cestista e allenatore di pallacanestro statunitense (Carlisle, n. 1923 - Des Moines, † 1989)
- Hugh Faulkner, cestista statunitense (Anaheim, n. 1929 - † 1999)
- Les Hunter, cestista statunitense (Nashville, n. 1942 - † 2020)
- Les Jepsen, ex cestista statunitense (Bowbells, n. 1967)
- Les Pugh, cestista statunitense (Butler, n. 1922 - Franklin, † 1979)
- Les Riddle, ex cestista australiano (Melbourne, n. 1953)

## Chimici(1)
- Leslie Orgel, chimico britannico (Londra, n. 1927 - San Diego, † 2007)

## Comiche(1)
- Leslie Jones, comica e attrice statunitense (Memphis, n. 1967)

## Compositori(5)
- Leslie Bassett, compositore e docente statunitense (Hanford, n. 1923 - Flowery Branch, † 2016)
- Les Baxter, compositore, direttore d'orchestra e arrangiatore statunitense (n. 1922 - † 1996)
- Leslie Bricusse, compositore, drammaturgo e paroliere britannico (Londra, n. 1931 - Saint-Paul-de-Vence, † 2021)
- Leslie Dunner, compositore, direttore d'orchestra e clarinettista statunitense (New York, n. 1956)
- Leslie Stuart, compositore inglese (Southport, n. 1864 - Richmond upon Thames, † 1928)

## Criminali(1)
- Leslie Van Houten, criminale statunitense (Altadena, n. 1949)

## Critici letterari(2)
- Leslie Fiedler, critico letterario e scrittore statunitense (Newark, n. 1917 - Buffalo, † 2003)
- Leslie Stephen, critico letterario, filosofo e alpinista britannico (Londra, n. 1832 - Londra, † 1904)

## Critici musicali(1)
- Lester Bangs, critico musicale e musicista statunitense (Escondido, n. 1948 - New York, † 1982)

## Danzatrici(2)
- Leslie Browne, ballerina e attrice statunitense (Phoenix, n. 1957)
- Leslie Caron, ballerina e attrice francese (Boulogne-Billancourt, n. 1931)

## Dirigenti sportivi(2)
- Les Ferdinand, dirigente sportivo, allenatore di calcio e ex calciatore inglese (Londra, n. 1966)
- Leslie Wilson, dirigente sportivo e ex calciatore inglese (Manchester, n. 1947)

## Discobole(1)
- Leslie Deniz, ex discobola statunitense (Oakland, n. 1962)

## Doppiatori(1)
- Leslie La Penna, doppiatore e direttore del doppiaggio italiano (Roma, n. 1954)

## Fotografi(1)
- Leslie Hammond, fotografo sudafricano

## Fumettisti(1)
- Fred Harman, fumettista e animatore statunitense (St. Joseph, n. 1902 - Phoenix, † 1982)

## Generali(2)
- Leslie Groves, generale statunitense (Albany, n. 1896 - Washington, † 1970)
- Leslie Morshead, generale australiano (Ballarat, n. 1889 - Sydney, † 1959)

## Giavellottisti(1)
- Leslie Copeland, ex giavellottista figiano (Tavua, n. 1988)

## Giocatori di football americano(5)
- Leslie Frazier, ex giocatore di football americano e allenatore di football americano statunitense (Columbus, n. 1959)
- Pierce Holt, ex giocatore di football americano statunitense (Marlin, n. 1962)
- Les Horvath, giocatore di football americano statunitense (South Bend, n. 1921 - Glendale, † 1995)
- Leslie O'Neal, ex giocatore di football americano statunitense (Little Rock, n. 1964)
- Les Richter, giocatore di football americano statunitense (Fresno, n. 1930 - Riverside, † 2010)

## Hockeisti su ghiaccio(2)
- Les Cunningham, hockeista su ghiaccio e allenatore di hockey su ghiaccio canadese (Calgary, n. 1913 - Calgary, † 1993)
- Les Hunt, hockeista su ghiaccio canadese (Schreiber, n. 1937 - Thunder Bay, † 2013)

## Hockeisti su prato(1)
- Leslie Claudius, hockeista su prato indiano (Bilaspur, n. 1927 - Calcutta, † 2012)

## Imprenditori(2)
- Les Gold, imprenditore e personaggio televisivo statunitense (Detroit, n. 1950)
- Les Moonves, imprenditore e dirigente d'azienda statunitense (New York, n. 1949)

## Informatici(1)
- Leslie Valiant, informatico britannico (Budapest, n. 1949)

## Lunghisti(1)
- Leslie McPherson, lunghista e ostacolista australiano (Balranald, n. 1880 - Melbourne, † 1941)

## Matematici(1)
- Leslie Lamport, matematico e informatico statunitense (New York, n. 1941)

## Militari(2)
- Leslie Archibald Powell, militare e aviatore britannico (Redland, n. 1896 - Worthing, † 1961)
- Leslie Joy Whitehead, militare canadese (Québec, n. 1895 - Vancouver, † 1964)

## Nuotatori(3)
- Leslie Boardman, nuotatore australiano (Sydney, n. 1889 - † 1975)
- Leslie Rich, nuotatore statunitense (Somerville, n. 1886 - Dade City, † 1969)
- Leslie Savage, nuotatore britannico (Sutton, n. 1897 - Worthing, † 1979)

## Nuotatrici(1)
- Leslie Cliff, ex nuotatrice canadese (Vancouver, n. 1955)

## Paleontologi(1)
- Leslie Reginald Cox, paleontologo e geologo britannico (Islington, n. 1897 - Herdon, † 1965)

## Pallanuotisti(2)
- Les Ablett, pallanuotista britannico (Birkenhead, n. 1904 - Liverpool, † 1952)
- Leslie Palmer, pallanuotista britannico (Cardiff, n. 1909 - Glamorgan, † 1997)

## Pallavoliste(1)
- Leslie Cikra, pallavolista statunitense (Cleveland, n. 1990)

## Pattinatori artistici su ghiaccio(1)
- Leslie Cliff, pattinatore artistico su ghiaccio britannico (n. 1908 - † 1969)

## Pianisti(1)
- Les McCann, pianista, compositore e cantante statunitense (Lexington, n. 1935 - † 2023)

## Piloti automobilistici(5)
- Gene Hartley, pilota automobilistico statunitense (Roanoke, n. 1926 - Roanoke, † 1993)
- Leslie Johnson, pilota automobilistico britannico (Walthamstow, n. 1912 - Foxcote, † 1959)
- Les Leston, pilota automobilistico britannico (Bulwell, n. 1920 - Bexhill-on-Sea, † 2012)
- Leslie Marr, pilota automobilistico britannico (Durham, n. 1922 - Gimingham, † 2021)
- Leslie Thorne, pilota automobilistico britannico (Greenock, n. 1916 - Troon, † 1993)

## Pittori(2)
- Leslie Hurry, pittore, scenografo e costumista britannico (Londra, n. 1909 - † 1978)
- Leslie Ward, pittore inglese (n. 1851 - † 1922)

## Poeti(1)
- Les Murray, poeta e scrittore australiano (Nabiac, n. 1938 - Taree, † 2019)

## Politiche(2)
- Leslie Byrne, politica statunitense (Salt Lake City, n. 1946)
- Leslie Feinberg, politica, saggista e attivista statunitense (Kansas City, n. 1949 - Syracuse, † 2014)

## Politici(3)
- Les Aspin, politico statunitense (Milwaukee, n. 1938 - Washington, † 1995)
- Leslie Hore-Belisha, politico britannico (Plymouth, n. 1893 - Reims, † 1957)
- Leslie Manigat, politico haitiano (Port-au-Prince, n. 1930 - Port-au-Prince, † 2014)

## Produttori discografici(1)
- Leslie Kong, produttore discografico giamaicano (Kingston, n. 1933 - Kingston, † 1971)

## Produttori televisivi(1)
- Leslie Morgenstein, produttore televisivo statunitense

## Rapper(1)
- Freeway, rapper statunitense (Filadelfia, n. 1978)

## Registe(1)
- Leslie Iwerks, regista, sceneggiatrice e produttrice cinematografica statunitense (Los Angeles, n. 1970)

## Registi(2)
- Leslie Goodwins, regista e sceneggiatore britannico (Londra, n. 1899 - Hollywood, † 1969)
- Leslie H. Martinson, regista e giornalista statunitense (Boston, n. 1915 - Los Angeles, † 2016)

## Rugbisti a 15(1)
- Fergus Aherne, ex rugbista a 15 e allenatore di rugby a 15 irlandese (Cork, n. 1963)

## Saggiste(1)
- Leslie Fry, saggista e agente segreto statunitense (Parigi, n. 1882 - † 1970)

## Sceneggiatori(2)
- Leslie Bohem, sceneggiatore statunitense (Los Angeles, n. 1952)
- Leslie T. Peacocke, sceneggiatore, regista e attore statunitense (Bangalore, n. 1869 - New York, † 1941)

## Schermitrici(1)
- Leslie Marx, ex schermitrice statunitense (Fort Belvoir, n. 1967)

## Sciatrici alpine(1)
- Leslie Smith, ex sciatrice alpina statunitense (Rutland, n. 1958)

## Scrittori(4)
- Leslie Charteris, scrittore britannico (Singapore, n. 1907 - Windsor, † 1993)
- L. P. Davies, scrittore britannico (Crewe, n. 1914 - Puerto de la Cruz, † 1988)
- L. P. Hartley, scrittore inglese (Whittlesey, n. 1895 - Londra, † 1972)
- Leslie Thomas, scrittore inglese (Newport, n. 1931 - † 2014)

## Scrittrici(2)
- Leslie T. Chang, scrittrice e giornalista statunitense
- Leslie Marmon Silko, scrittrice statunitense (Albuquerque, n. 1948)

## Tenniste(1)
- Leslie Allen, ex tennista statunitense (n. 1957)

## Tennisti(1)
- Leslie Godfree, tennista britannico (Brighton, n. 1885 - Richmond, † 1971)

## Velocisti(2)
- Leslie Djhone, velocista francese (Abidjan, n. 1981)
- Leslie Laing, velocista giamaicano (Linstead, n. 1925 - † 2021)